# هری کخ (بازیکن فوتبال آلمانی)
هری کخ (انگلیسی: Harry Koch؛ زادهٔ ۱۵ نوامبر ۱۹۶۹) بازیکن فوتبال اهل آلمان است.
از باشگاه‌هایی که در آن بازی کرده‌است می‌توان به باشگاه فوتبال کایزرسلاوترن اشاره کرد.